# Гордон (озеро)
Гордон (англ. Gordon) — рукотворне водосховище, створений греблею Гордон, розташоване у верхній течії річки Гордон в південно-західному регіоні Тасманії, що в Австралії.

## Опис
Резервуар був сформований на початку 1970-х років в результаті будівництва греблі з мережі Гідро-Тасманія, щоб створити верхній резервуар для електростанції Гордон, найбільшого і найбільш суперечливого вузла гідроенергетики в Тасманії.
Виходячи з водозбірної площі 1280 км², озеро Гордон має площу 278 км², з об'ємом 12,35904 км² води, що в двадцять п'ять разів перевищує об'єм води в Порт-Джексон. Озеро Педдер з'єднується з озером Гордон через канал МакПартлен-Пасс.
Додаткові греблі було запропоновано збудувати в нижній течії річки Гордон, проте вони були предметом політичного протесту на чолі з австралійською екологічною організацією The Wilderness Society, перш за все через суперечки довкола греблі Франклін на початку 1980-х. У 1983 році Роберт Гоук під керівництвом уряду Австралії втрутився і скасував рішення Уряду Тасманії щодо будівництва нижньої греблі Гордон.

## Тасманійська енергетична криза 2016 року
На початку 2016 року був зафіксований найнижчий рівень води в озері за всі часи спостережень. Рекордне падіння рівня води є одним із наслідків Тасманійської енергетичної кризи 2016 року.